# Nabis gagneorum
Nabis gagneorum är en insektsart som beskrevs av Polhemus 1999. Nabis gagneorum ingår i släktet Nabis och familjen fältrovskinnbaggar. Inga underarter finns listade i Catalogue of Life.